# Stanisław Sosabowski
Stanisław Franciszek Sosabowski (spreek uit als:  STAA-nieswav SOsa-bofskie; IPA: [staˈɲiswav sɔsaˈbɔfskʲi]) (Stanisławów (tegenwoordig Ivano-Frankivsk, Oekraïne), 8 mei 1892 – Hillingdon, 25 september 1967) was generaal-majoor van de Poolse strijdkrachten.
Hij was oprichter en bevelhebber van de Poolse 1e Onafhankelijke Parachutistenbrigade die in september 1944 deelnam aan de Slag om Arnhem waarbij Driel door de brigade werd bevrijd. Sosabowski werd lang als zondebok voor het mislukken van de Slag om Arnhem gezien, maar werd uiteindelijk volledig gerehabiliteerd. Hij ontving in 2006 postuum de Bronzen Leeuw.

## Jonge jaren
Sosabowski werd als oudste zoon van een spoorwegbeambte geboren in Stanisławow, een provinciehoofdstad in Galicië dat destijds tot Oostenrijk-Hongarije behoorde. Hij verloor op jonge leeftijd zijn vader. Sosabowski volgde de Economische hogeschool in Krakau, werkte als bankbediende en werd in 1913 opgeroepen voor de dienstplicht in het 58e Keizerlijk & Koninklijk infanterieregiment van Oostenrijk-Hongarije.
Tijdens de Eerste Wereldoorlog diende hij in het Oostenrijkse leger. In 1914 werd hij naar het Russische front gestuurd. In juni 1915, aan de rivier de Lesna, raakte Sosabowski gewond. Hij ontving diverse onderscheidingen voor zijn moed, en werd in 1918 bevorderd tot luitenant in het Oostenrijkse leger.
Nadat Polen in 1919 opnieuw onafhankelijk was geworden, hielp Sosabowski bij de opbouw van het Poolse leger. Tijdens de Pools–Russische oorlog van 1919–1920 vocht hij niet aan het front, ondanks dat hij zich voor frontdienst aanmeldde bij de Raad van Landsverdediging. Sosabowski diende bij de Poolse Generale Staf waar toen een tekort was aan ervaren officieren.
In de jaren 20 en 30 maakte hij carrière als beroepsofficier. Hij volgde de Hogere Militaire Academie, schreef enkele militaire handboeken en in 1928 begon zijn dienst bij parate eenheden. In het begin voerde hij het bevel over het 75e Infanterieregiment in Chorzów. Begin 1939 kreeg hij als kolonel het commando over het 21e Infanterieregiment Dzieci Warszawy ('Kinderen van Warschau').

## Tweede Wereldoorlog

### Oorlog in Polen
Met de Duitse aanval op Polen op 1 september 1939 begint de Tweede Wereldoorlog. Sosabowski en zijn infanterieregiment vochten bij Warschau tegen de Duitse troepen toen die Polen binnenvielen. Daarvoor ontving hij de hoogste Poolse militaire onderscheiding, de Virtuti Militari.
In oktober 1939 wist hij uit Duitse krijgsgevangenschap te ontvluchten. In november 1939 verliet hij Warschau. Zijn gezin moest hij achterlaten. Sosabowski zou Warschau nooit meer terugzien. Via Boedapest en Venetië vluchtte hij, net als talloze andere Polen, naar Parijs waarna hij een rol kreeg in het opnieuw opgerichte Poolse leger bij de verdediging van Frankrijk. Nadat de Duitsers Frankrijk in 1940 hadden verslagen vluchtte Sosabowski opnieuw met tienduizenden Poolse soldaten naar het Verenigd Koninkrijk, waar de Polen onder meer het Poolse 1e Legerkorps formeerden, waaruit later de Poolse 1e Onafhankelijke Parachutistenbrigade en de 1e Poolse Pantserdivisie zouden voortkomen.

### Oprichting Parachutistenbrigade
De snelste en tevens moeilijkste manier om Poolse militaire eenheden in het vaderland te brengen was door middel van luchtlandingen. In 1941 nam de Poolse Generale Staf het initiatief tot een parachutisteneenheid. Sosabowski werd bevelhebber van de parachutistenbrigade.
Alle Poolse eenheden onder Brits bevel – ruim 240.000 soldaten – konden overal worden ingezet. De parachutisten zouden voor Polen strijden op Pools grondgebied. Daarvoor staat ook het 'Onafhankelijke' in de naam van de Brigade. Het ultieme doel van de parachutistenbrigade was de bevrijding van Polen en de uitdrukking ‘Langs de kortste weg’ (Najkrótsza Droga) was in het moreel van de Brigade ingebakken.
De Poolse regering in ballingschap in Londen wilde de Brigade met name inzetten ter ondersteuning van de geplande opstand tegen de Duitse bezetter in Polen voordat het Rode Leger Polen zou innemen (Zie: Opstand van Warschau). De Poolse parachutistenbrigade trainde Noorse, Franse en andere geallieerde commando’s en geheim agenten in parachutistentechnieken. Voor de trainingen van de Franse commando’s heeft generaal Charles de Gaulle in een persoonlijke brief aan Sosabowski zijn erkenning uitgesproken en Sosabowski bedankt.
Op de Conferentie van Teheran werden eind november 1943 tussen Stalin, Roosevelt en Churchill afspraken gemaakt over het naoorlogse Europa. Op aandringen van Stalin werden in een geheime clausule de nieuwe grenzen van Polen vastgesteld, dat wil zeggen langs de Oder-Neissegrens en de Curzon-lijn. De Britten informeerden de Poolse regering in ballingschap in Londen daarover niet.

### Market Garden: de Slag om Arnhem
Op 1 augustus 1944 begon de Opstand van Warschau. De parachutisten van Sosabowski waren ervan overtuigd dat zij spoedig in Polen gedropt zouden worden om hun landgenoten in Warschau bij te staan.
De Sovjet-Unie weigerde echter geallieerde vliegtuigen op Russische vliegvelden te laten landen na het droppen van militaire hulpgoederen boven Warschau. Poolse en Amerikaanse vliegers vlogen vanuit Italië naar Warschau en terug. Daarbij werden grote verliezen geleden. Het Britse opperbevel achtte het overvliegen van de Sosabowski-brigade naar Warschau te riskant. Sosabowski en zijn soldaten bleven in Engeland. De Poolse parachutisten gingen vergeefs in hongerstaking.
De brigade zou uiteindelijk in september 1944 worden ingezet bij een Britse luchtlandingsoperatie, Operation Comet. Deze werd afgelast en omgebouwd tot operatie Market Garden.
Op 17 september 1944 begon Market Garden. Een deel van de Poolse para’s landde op 19 september met zware wapens in Horsa-zweefvliegtuigen bij Wolfheze, de overigen zouden de volgende dag springen.
De Poolse brigade landde, na uitstel vanwege slecht weer in Engeland, echter pas op 21 september 1944 bij Driel, ten zuidwesten van de Rijnbrug (nu John Frostbrug) bij Arnhem. Zij hadden als geïmproviseerde opdracht om de resten van de gehavende Britse 1e Luchtlandings Divisie, die inmiddels omsingeld was bij Oosterbeek, te ontzetten. Het hoofddoel, de brug vanuit het zuiden te heroveren, had het Britse opperbevel al laten varen, ondanks de bereidheid van Sosabowski om dit karwei alsnog te klaren en zijn brigade boven op de brug te laten landen.
Door kapitale beoordelingsfouten van het opperbevel van het Britse 30e Legerkorps dat opdracht had via Nijmegen naar Arnhem op te rukken, mislukte de operatie en daarmee kwam een eind aan de Slag om Arnhem en aan Operation Market Garden. Hoewel veldmaarschalk Sir Bernard Montgomery de operatie voor 90% geslaagd achtte, eindigde Market Garden in een groot verlies voor de geallieerden. De hoofdoorzaken daarvan waren:
- gebrek aan verkenning,
- negeren van meldingen van het Nederlandse verzet dat twee hergroeperende Duitse SS-tankdivisies [IX en X] rond Arnhem lagen,
- een bijna totaal gebrek aan goede communicatiemiddelen waardoor de hele operatie rond Arnhem slecht werd gecoördineerd,
- een ronduit slechte leiding van de Britse militaire top.

Wegens zijn niet altijd diplomatiek optreden en zijn niet-Britse nationaliteit werd Sosabowski voor de Engelsen de ideale zondebok. Britse generaals van het Britse 30e Legerkorps poogden al in de Conferentie van Valburg van 24 september hun falen op de Poolse parachutisten af te wentelen. Ook daarna bleven de Britten actief proberen om het falen van Market Garden – onterecht – toe te schrijven aan het "niet willen vechten" van de Polen. In december 1944 werd Stanisław Sosabowski op aangeven van generaal Frederick Browning door de Poolse president Raczkiewicz van zijn commando ontheven.

### Strijd om eerherstel
Generaal Sosabowski begon een strijd voor behoud van zijn goede naam en verzocht om een onderzoek naar de Britse verwijten. Dat is er nooit gekomen en Sosabowski heeft tijdens zijn leven nimmer de verdiende erkenning voor zijn inzet in Arnhem gekregen.
Na de Tweede Wereldoorlog vreesde Sosabowski dat hem in het inmiddels communistisch geworden Polen een showproces te wachten zou staan. Naar Sovjet-voorbeeld ontnam de nieuwe regering in Warschau veel hoge Poolse militairen hun nationaliteit. Sosabowski had geen andere keus dan in ballingschap te gaan in het Verenigd Koninkrijk. Hij werd winkelier en fabrieksarbeider. Hij had geen enkel recht op pensioen. Pas in 1966 stopte hij op 75-jarige leeftijd met werken.
Sosabowski overleed het jaar daarop als gevolg van een hartkwaal. Hij werd met militaire eer begraven op de Powążki-begraafplaats in Warschau en kreeg in 1988 postuum een hoge Poolse onderscheiding. Sosabowski is ereburger van de voormalige gemeente Heteren. In Polen dragen padvindersgroepen de naam van de generaal. Sinds Polen weer een vrij land is draagt de 6e Poolse Parachutistenbrigade de naam Sosabowski.
Sosabowski was gehuwd en had twee zoons. Zijn jongste zoon Jacek verongelukte in 1938, zijn oudste zoon Stanisław Janusz was majoor-arts en raakte tijdens de Opstand van Warschau zwaargewond en uiteindelijk blind. Met veel moeite lukte het Sosabowski om na de oorlog zijn vrouw, zijn oudste zoon en zijn twee kleinzoons Stanisław en Michał naar Engeland te halen.

## Eerherstel in Nederland
Er is jarenlang, door diverse personen, geijverd voor eerherstel van Sosabowski en zijn soldaten in Nederland. Direct na de oorlog drong Koningin Wilhelmina aan op het onderscheiden van Poolse militairen die hadden gestreden in de Slag om Arnhem, maar onder Britse druk is dat toen niet gebeurd. In de jaren daarna kreeg het feit dat 240.000 Poolse soldaten in het Westen meestreden voor een vrij Europa slechts weinig aandacht.
In 2004 deed de journalist Geertjan Lassche van de Evangelische Omroep onderzoek en vond een document van Koningin Wilhelmina. Ook Prins Bernhard sprak zich publiekelijk uit voor het alsnog onderscheiden van de Polen. Het tv-programma Netwerk besteedde er in een reportage aandacht aan. Dit mobiliseerde de publieke opinie en de Tweede Kamer nam unaniem een motie aan waarin de regering werd opgeroepen de Poolse parachutisten alsnog te onderscheiden.
Het onderzoek in verband met het toekennen van een onderscheiding werd uitgevoerd door het Kapittel der Militaire Willems-Orde (KMWO). Op basis van de inzet van de Poolse militairen in Oosterbeek kwam het Kapittel tot de conclusie dat er voldoende grond was tot het toekennen van een Militaire Willems-Orde. Gegeven dat het zoveel jaar na dato ondoenlijk was om nog betrouwbaar individuele militairen aan te wijzen werd besloten dat de inzet van de militairen in Oosterbeek op de hele brigade afstraalt. Het Kapittel kende daarom de orde toe aan het gehele legeronderdeel.
De Nederlandse regering besloot hierop op 9 december 2005 om de Poolse 1e Onafhankelijke Parachutistenbrigade, voor de inzet in de Slag om Arnhem onder leiding van Generaal-Majoor Stanisław Sosabowski, de Militaire Willems-Orde toe te kennen. Generaal Sosabowski werd bovendien postuum onderscheiden met de Bronzen Leeuw. Deze werd op 31 mei 2006 door koningin Beatrix tijdens een militaire ceremonie op het Binnenhof overhandigd aan de kleinzoons Stanisław en Michał Sosabowski. Op 1 juni 2006 werd de Bronzen Leeuw door de familie Sosabowski in permanente bruikleen gegeven aan het Airborne Museum te Oosterbeek. De Bronzen Leeuw is een Nederlandse dapperheidonderscheiding die direct na de Tweede Wereldoorlog ook werd toegekend aan Generaal-Majoor Roy Urquhart, de commandant van de 1st British Airborne Division.
De Militaire Willems-Orde voor de Poolse 1e Onafhankelijke Parachutistenbrigade werd op 31 mei 2006 door koningin Beatrix tijdens dezelfde militaire ceremonie op het Binnenhof gehecht aan het vaandel van het 6e Poolse Luchtmobiele Brigade. Deze brigade zet de tradities van de Poolse voormalige 1e Onafhankelijke Parachutistenbrigade voort.

## Militaire loopbaan
- Soldaat, Oostenrijks-Hongaars leger: 1913
- Korporaal, Oostenrijks-Hongaars leger: 1915
- Luitenant, Oostenrijks-Hongaars leger: 1918
- Luitenant, Poolse strijdkrachten:
- Kapitein, Poolse strijdkrachten:
- Majoor, Poolse strijdkrachten: 1922
- Luitenant-kolonel, Poolse strijdkrachten: 1928
- Kolonel, Poolse strijdkrachten: 1937
- Brigadegeneraal, Poolse strijdkrachten: 15 juni 1944[3]
- Generaal-majoor, Poolse strijdkrachten:

## Decoraties
- Commandeur met ster in de Orde Polonia Restituta in 1988 (Postuum)[4]
- Ridder in de Orde Polonia Restituta op 2 mei 1923[4]
- Ridderkruis
- Zilver kruis in 1939[4]
- Kruis voor Moed (2) in 1939[4]
- Kruis van Verdienste in Gouden met Zwaarden in 1937[4]
- Medaille voor Trouwe dienst (10 en 20 jaar)
- Defensiemedaille
- War Medal 1939-1945
- France and Germany Star
- Kruis voor Vrijheid en Onafhankelijkheid[4]
- Oorlogskruis 1944
- Officier in de Orde van de Kroon van Roemenië
- Officier in de Orde van de Witte Adelaar
- Officier in de Orde van Sint-Sava
- Commandeur in de Orde van het Britse Rijk in 1943[4]
- Bronzen Leeuw op 31 mei 2006 (Postuum)[4][5]
- Herdenkingsmedaille Oorlog 1918-1921[4]
- Poolse Parachutisten Gevechtsbadge in 1941[4]
- Gouden Dapperheidsmedaille[4]
- Zilveren Dapperheidsmedaille[4]
- Oorlogsmedaille voor het Leger 1939-1945[4]

## Trivia
In de film A Bridge too Far (1977) wordt de persoon van Generaal Sosabowski vertolkt door de acteur Gene Hackman.